# Jaén (Peru)
Jaén – miasto w Peru, w regionie Cajamarca. Według spisu ludności z 22 października 2017 roku miasto liczyło 77 227 mieszkańców. 